# Zarapicos
Zarapicos is een gemeente in de Spaanse provincie Salamanca in de regio Castilië en León met een oppervlakte van 7,65 km². Zarapicos telt 55 inwoners (1 januari 2016).

## Demografische ontwikkeling
Bron: INE, 1857-2011: volkstellingen